# Суходіл (річка)
Суходіл — річка в Україні, у Чортківському районі Тернопільської області, права притока Збруча (басейн Дністра).

## Опис
Довжина річки 13 км, похил річки — 3,5 м/км. Площа басейну 42,3 км².

## Розташування
Бере початок на південно-східній стороні від села Васильківці. Тече переважно на південний схід через села Суходіл та Сидорів і впадає у річку Збруч, ліву притоку Дністра.
У деяких джерелах зазначена як притока Слобідки.